# Badamia
Badamia es un género de lepidópteros ditrisios de la subfamilia Coeliadinae  dentro de la familia Hesperiidae.

## Especies
- Badamia atrox (Butler, 1877)
- Badamia exclamationis (Fabricius, 1775)